# Relazione struttura-attività
La relazione struttura-attività (abbreviata in SAR, dall'inglese structure-activity relationship) è la relazione esistente fra la struttura tridimensionale di una molecola e la sua bioattività. L'analisi della SAR permette di determinare i gruppi chimici responsabili di evocare un certo effetto su un bersaglio biologico dell'organismo, e quindi di modificare l'effetto o la potenza di un composto bioattivo (in genere un farmaco) variando la sua struttura chimica. I produttori di medicinali utilizzano le tecniche di sintesi chimica per inserire nuovi gruppi chimici nei composti biomedici e testare gli effetti biologici di tali modifiche.
Questo metodo è stato raffinato per costruire relazioni matematiche tra la struttura chimica e l'attività biologica, noto come relazione quantitativa struttura-attività (QSAR). Un termine correlato è affinità rapporto struttura (SAFIR).

## SAR e paradosso SAR
Il presupposto fondamentale per tutte le molecole a base ipotetica è che le molecole simili hanno attività simili. Il problema di fondo è quindi come definire una differenza piccola a livello molecolare, in quanto ogni tipo di attività, ad esempio, capacità di reazione, capacità di biotrasformazione, solubilità, attività sul bersaglio, e così via, potrebbero dipendere da un'altra differenza. Un buon esempio è stato dato dallo sfruttamento del bioisosterismo nella progettazione dei farmaci..
In generale, si è più interessati a trovare forti analogie nel comportamento delle molecole. Le ipotesi formulate sull'azione delle molecole si basano su un numero predeterminato di dati chimici. Così, deve essere rispettato il principio di induzione per evitare un inutile accumulo di ipotesi e interpretazioni sui dati strutturali e molecolari.
Il paradosso SAR si riferisce al fatto che non è necessariamente vero che tutte le molecole simili hanno attività simili.